# مجلة علم الفلك والفيزياء الفلكية
مجلة علم الفلك والفيزياء الفلكية (بالإنجليزية: Astronomy & Astrophysics، يُختصر إلى A&A)‏ هي مجلة علمية مقيمة وواحدة من المجلات الرائدة في علم الفلك في العالم. تشكلت هذه المجلة في عام 1969 من خلال دمج العديد من المجلات الفردية الوطنية في البلدان الأوروبية في منشور واحد شامل . تنشر المجلة بحوث في جميع جوانب علم الفلك (النظري، الرصدي) والفيزياء الفلكية بشكل مستقل عن التقنيات المستخدمة للحصول على النتائج. تنشر المجلة بواسطة خدمة الناشر العلمي، للمجلات والكتب والمؤتمرات لمصلحة المرصد الأوروبي الجنوبي (EDP Sciences) في 16 إصدار في السنة
ويمكن للمؤسسات والأفراد الاشتراك في مجلة علم الفلك والفيزياء الفلكية، ويتم تعريف الوصول إلى المجلة عن طريق عنوان آي بي، ويكون الوصول مجاني للمشتركين في المجلة دون الحاجة إلى إدخال اسم المستخدم وكلمة المرور.